# 南秉吉
南秉吉（1820年—1869年） ，亦名相吉，字元裳、子裳，號六一齋，晚香齋，本貫宜寧，朝鮮算學家，1867年著作「算學正義」一書。